# Копылов, Василий Иванович (Герой Советского Союза)
Васи́лий Ива́нович Копыло́в (29 января 1905, дер. Каликино, Вологодская губерния — 2 мая 1945, у города Волин, гау, Померания. Член ВКП(б) с 1931 г. Капитан Рабоче-крестьянской Красной Армии, участник Великой Отечественной войны с 1941 г., Герой Советского Союза (1946).

## Биография
Василий Копылов родился 29 января  1905 года в деревне Каликино (ныне — Великоустюгский район Вологодской области). Учился в Московском лесотехническом институте, после чего работал сначала на заводе в городе Великий Устюг, затем стал начальником  Шемогодского  лесопункта. В  1927 - 1929 годах проходил службу в Рабоче-крестьянской Красной Армии. В  1939 году Копылов был  повторно призван в армию, участвовал в боях советско-финской войны, после её окончания был демобилизован.
После начала Великой Отечественной  войны в июне  1941 года  Верхне-Устюгским  районным военным комиссариатом был призван на военную службу, с июня  1941 года воевал  на Карельском фронте.
В  1942 году Копылов окончил курсы усовершенствования командного состава.  В боях получил тяжёлое ранение в 1941, легко ранен в 1942 и 1944 г.г.,  в госпиталь не попадал, находился при части.
В составе 1072-го стрелкового полка 313-й стрелковой дивизии до лета 1944 года  воевал на Карельском фронте,  дивизия находилась  в обороне  в районе Медвежьегорска.
Летом 1944 года во время проведения  Свирско-Петрозаводской наступательной операции  в составе 313-й дивизии 32-й армии  участвовал в освобождении столицы Карельской ССР города Петрозаводска,  за освобождение которого дивизии было присвоено почётное наименование «Петрозаводская»,  и других населённых пунктов  Советской Карелии.
После  заключения  19.9.1944 года перемирия с Финляндией дивизия 21.9 - 23.9.44 г. совершает марш на  Государственную  границу СССР 1940 года  с Финляндией и несёт службу по её охране.
С 4.11 по 9.11. 44 года 313-я дивизия, согласно приказу 32 армии, передислоцируется по железной дороге в район города Череповец и поступает в оперативной подчинение Архангельского военного округа, занимается боевой учёбой.
В январе 1945 года 313-я дивизия, в которой воевал Копылов, входит в состав 134 стрелкового корпуса 19-й армии 2-го Белорусского фронта, передислоцируется на территорию современной Польши и принимает участие в Восточно-Померанской операции.
Во время боёв  в Померании с 26 февраля 1945 года 3 стрелковая рота  1072 стрелкового полка , которой командовал капитан Копылов,   уничтожила до 100 немецких солдат и офицеров, 30 взяты в плен. Роте также удалось подавить 40 огневых точек и захватить значительное количество трофейного вооружения.
26.3.1945 г. - 28.3.1945 г. во время штурма сильно укрепленных  города и крупного военно –морского порта  Гдыня  умелым маневрированием  и правильным сосредоточением огня отразил 8 контратак противника, уничтожив до 60 и захватив в плен 20 гитлеровцев. В бою был ранен, но отказался покинуть поле боя,  и  только после выполнения  боевой задачи был эвакуирован.  За образцовое выполнение заданий командования и проявленные доблесть и мужество 20.4.1945 года  награжден Орденом Отечественной войны I степени.
Подвиг совершил в районе населенного пункта Кертентин (в настоящее время деревня  Корзенцин, Западно-Поморское воеводство, гмина (уезд) Волин).
В наградном листе капитана Копылова Василия  Ивановича  от 5 мая 1945 года написано:

  2 мая 1945 года под сильным артиллерийско - минометным огнем противника первым форсировал пролив Дивенов, первым ворвался в  траншею,  уничтожил 2 пулемёта противника, в неравной схватке был ранен, продолжал вести бой, при занятии второй линии траншей был убит. Своими действиями обеспечил высадку всего батальона.  Достоин присвоения звания Героя Советского Союза посмертно
Звание Героя Советского Союза  присвоено Указом Президиума Верховного Совета СССР  от 15.06.1946 г.
Похоронен в братской могиле на острове Волин,  деревня Корзенцин (ранее Кертентин),  8 км севернее города Волин.

## Награды
- Орден Ленина[8]
- Орден Отечественной войны I степени (Приказ по 134 стрелковому корпусу II Белорусского фронта  № 022/н 20 апреля 1945 года)[9].

## Память
- Памятник Герою Советского Союза капитану Василию Ивановичу Копылову  установлен  в 1985 г. на родине  героя в  деревне Каликино  Великоустюгского района Вологодской области.  Памятник установлен по инициативе земляков героя и на их собственные средства[10]
- Мемориальная доска, посвящённая Герою Советского Союза Василию Ивановичу Копылову установлена на общеобразовательной школе № 14 в городе  Великий Устюг по адресу п. Дымково, ул Вторая, д.5[11].
- В городе Великом Устюге в честь 30-летия Победы над фашистской Германией улица Заозерская переименована в улицу В.И. Копылова[12].
- В Зале Славы Музея Победы - Центрального музея Великой Отечественной войны на пилонах увековечены имена почти 12 тысяч Героев Советского Союза и Героев России, награжденных за подвиги в годы Великой Отечественной войны[13].